# 日本磁力選鉱
日本磁力選鉱株式会社（にっぽんじりょくせんこう）は、選鉱、鉄鋼原料等加工販売事業、非鉄金属関連リサイクル事業、環境関連リサイクル事業、プラント事業などを行なっている、日本のリサイクル産業の先駆け的企業である。

## 概要
1944年（昭和19年）、戦前旧満州で鉄鋼技師であった原田源三郎（創業者）は、製鉄原料処理を行なう「原田式交流磁選器」を開発。1949年（昭和24年）、この技術を応用して八幡製鐵所の高炉ガス灰から鉄分を回収し、製鉄原料焼結鉱の原料とする事業を開始すべく、八幡市（現：北九州市八幡東区）に会社設立。
1971年（昭和46年）、八幡製鐵所で発生するスラグのほとんどを処理、鉄源のリサイクルシステムを確立。
年間の製鉄スラグ処理量は約350万トンで、全国の業界トップシェア（約30%）である。関連会社は10社。主な事業は製鉄スラグ処理を中心に、磁力選鉱機をはじめとするリサイクル機器の製造販売、アルミニウムやマグネシウムのリサイクル事業なども行う。
2008年（平成20年）8月、ソニーが北九州市と共同で、レアメタルのリサイクル事業化に向けた実証実験を行なうことを発表。レアメタルを含む小型電子機器の回収ボックスを市内のスーパーマーケットなどに設置し回収を行なう。日本磁力選鉱がこの実証実験のパートナーに選定され、回収された小型電子機器からレアメタルを取り出す。取り出されたレアメタルはソニー製品に再使用される。2013年（平成25年）6月28日には、経済産業省より九州・山口の各県を収集区域とした使用済小型電子機器等の再資源化の促進に関する法律（小型家電リサイクル法）による事業者の認定（認定番号第2号）を受けた。
かつては100%出資の子会社に日選開発があり、「ペルル」ブランドでマンション分譲を行っていたが、事業見直しにより2010年に吸収合併し新規マンション開発からは撤退。現在は日選開発から分離された別の子会社が既存物件の管理・運営などを行っている。

## 事業所
- 本社 - 福岡県北九州市小倉北区馬借3丁目6番42号（建て替えにより解体、日選開発の本社も同じ場所にあった）
  - 本社仮移転先 - 同区浅野2丁目14番3号 あるあるCity2号館2階（旧ベスト電器小倉本店跡）[3]
- 東京支店 - 東京都台東区
- 泉大津工場 - 大阪府泉大津市
- 大阪工場 - 大阪府大阪市大正区
- 倉敷工場 - 岡山県倉敷市
- 周南工場 - 山口県周南市
- 若松工場 - 福岡県北九州市若松区
- 苅田工場 - 福岡県京都郡苅田町
- 大分工場 - 大分県大分市
- 明石工場 - 兵庫県明石市
- 小山工場 - 栃木県小山市
- ひびき工場 - 福岡県北九州市若松区

## 沿革
- 1949年 会社設立、高炉ガス灰処理及び団鉱製造開始。
- 1951年 磁力選鉱機器の製造販売開始。
- 1967年 電気炉スラグ処理開始、溶接フラックス再生開始、ステンレス鋼スラグ処理開始。
- 1972年 不動産事業へ進出。
- 1974年 日選開発株式会社設立。
- 1980年 韓国ポスコと技術協力契約締結。
- 1982年 電炉を設置し、特殊鋼事業へ進出。
- 1985年 カイロ製造開始、中国宝山鋼鉄にスラグ処理設備建設。
- 1996年 太平洋セメントとの合弁により株式会社東京湾物流設立。
- 1998年 株式会社エヌジェイ・エコサービス設立。
- 2000年 株式会社エコひろなかへ出資、シュレッダー事業に参入。
- 2001年 栃木県小山市でアルミニウムリサイクル事業開始。家電リサイクル会社・グリーンサイクル株式会社の破砕・選別ライン操業に参入。
- 2002年 合弁会社・日鮮マテリアル株式会社設立、韓国内での溶接フラックスの再生事業開始、栃木県小山市でマグネシウムリサイクル事業開始。
- 2003年 ISO9001取得。
- 2004年 周南支店において造粒作業開始、中国山西省に合弁会社・山西日選易威鎂業有限公司設立。
- 2005年 ISO14001取得。北九州エコタウンにおいて、ひびき工場竣工、非鉄総合リサイクル事業開始。宝鋼集団上海第一鋼鉄有限公司との合弁による、上海開拓磁選金属有限公司設立。
- 2008年 ひびき工場（二期事業）竣工。
- 2010年 日選開発株式会社を吸収合併。
- 2013年 経済産業省より小型家電リサイクル法に基づく事業者の認定を受ける。
- 2023年 本社ビル建て替えにより解体、あるあるCity2号館に仮移転[3]